# Saint-Martin-de-la-Porte
Saint-Martin-de-la-Porte es una comuna francesa situada en el departamento de Saboya, de la región de Auvernia-Ródano-Alpes.

## Demografía
| 864 | 814 | 708 | 754 | 671 | 625 | 685 | 702 | 686 |
| Para los censos de 1962 a 1999 la población legal corresponde a la población sin duplicidades (Fuente: INSEE [Consultar]) |     |     |     |     |     |     |     |     |